# Ehrlichia ewingii
Ehrlichia ewingii es una especie de bacterias perteneciente al orden Rickettsiales.
Su capacidad para infectar perros era ampliamente conocida. Actualmente, se ha asociado también con infecciones a humanos.
Actualmente, no se encuentra disponible ningún test serológico para el diagnóstico.
La PCR se puede emplear para el diagnóstico.
El nombre de Ehrlichia ewingii fue propuesto en 1992.
Esta especie se encuentra clasificada dentro del género Ehrlichia.
La bacteria se sirve de garrapatas como vector para la transmisión entre mamíferos. 